# Porotergus gimbeli
Porotergus gimbeli är en fiskart som beskrevs av Ellis 1912. Porotergus gimbeli ingår i släktet Porotergus och familjen Apteronotidae. Inga underarter finns listade i Catalogue of Life.